# 永春乡 (郴州市)
永春乡，是中华人民共和国湖南省郴州市北湖区下辖的一个乡镇级行政单位。

## 行政区划
永春乡下辖以下地区：
永春社区、红花村、瑞金村、瑞丰村、永春村、青山村、打鸟坳村、才口水村、田池洞村和新竹山村。